# Megaloproctus parkeri
Megaloproctus parkeri är en stekelart som beskrevs av Marsh 2002. Megaloproctus parkeri ingår i släktet Megaloproctus och familjen bracksteklar. Inga underarter finns listade i Catalogue of Life.